# The Young Bloods
The Young Bloods è un album di Phil Woods e Donald Byrd, pubblicato dalla Prestige Records nell'aprile del 1957. Il disco fu registrato il 2 novembre 1956 al Rudy Van Gelder Studio di Hackensack, New Jersey (Stati Uniti).

## Tracce
Brani composti da Phil Woods, tranne dove indicato
Lato A
1. Dewey Square – 7:49 (Charlie Parker)
2. Dupeltook – 6:46
3. Once More – 5:05

Lato B
1. House of Chan – 5:52
2. In Walked George – 5:07
3. Lover Man – 5:45 (Jimmy Davis, Roger Ram Ramirez, Jimmy Sherman)

## Musicisti
- Phil Woods - sassofono alto
- Donald Byrd - tromba
- Al Haig - pianoforte
- Teddy Kotick - contrabbasso
- Charlie Persip - batteria[5]